# Nœud trivial

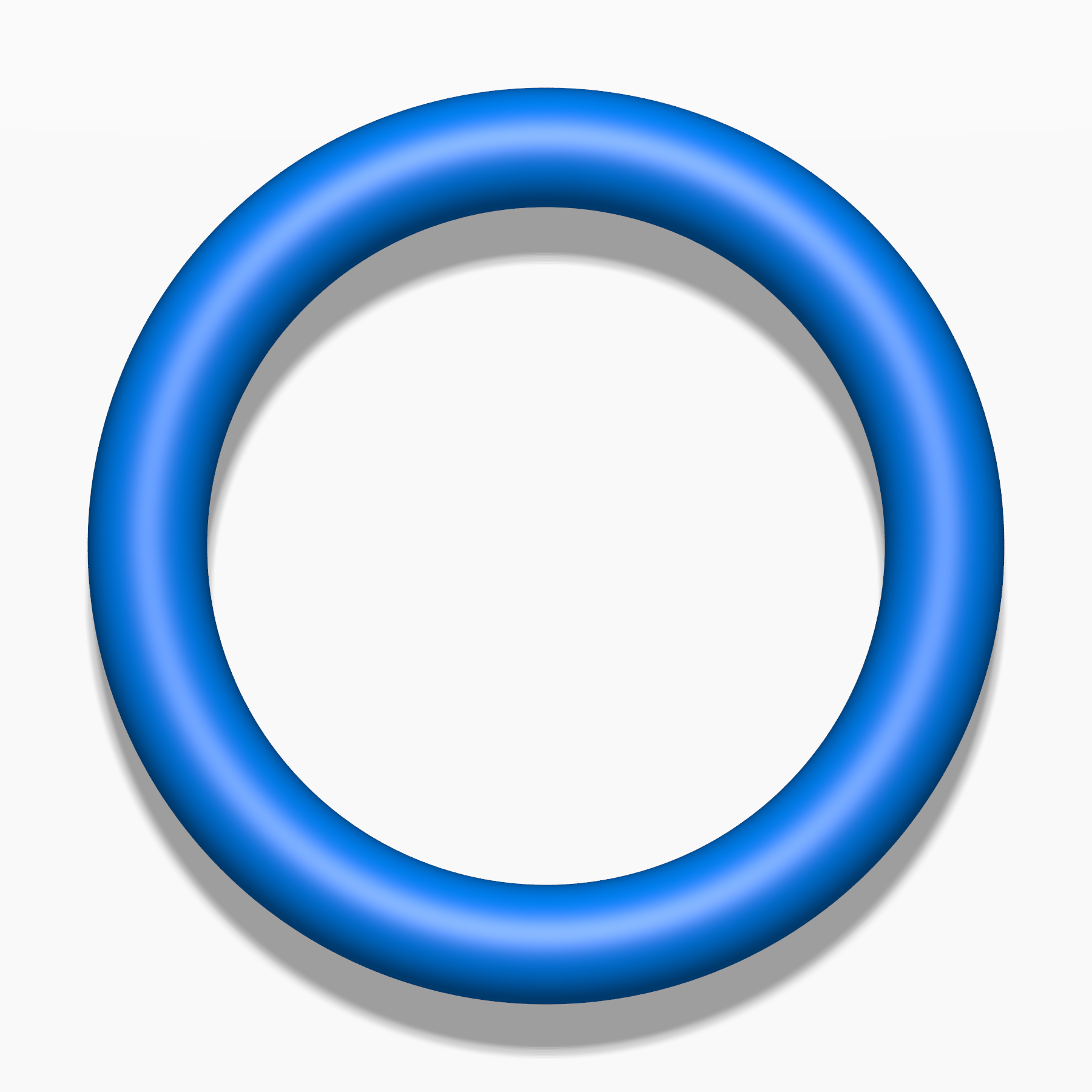
Le nœud trivial

Deux diagrammes simples du nœud trivial

Un diagramme non évident de nœud trivial, dû à

En théorie des nœuds, le nœud trivial est le plus simple de tous les nœuds. Intuitivement, c'est une corde raboutée sur elle-même sans nœud. Plus formellement, c'est l'image du cercle par un plongement non isotope (i.e. non déformable dans l'espace ambiant) en le nœud trivial standard qu'est le cercle usuel. Le nœud trivial est l'élément neutre pour l'opération de somme connexe.

## Trivialité d'un nœud
Beaucoup de nœuds utiles en pratique, dont les nœuds gansés, sont triviaux. D'autres nœuds triviaux remarquables, constitués de segments rigides reliés à leurs extrémités par des liaisons standards, ne peuvent pas être reconfigurés en des polygones convexes.
Le problème de trivialité d'un nœud (en) a stimulé les recherches sur les invariants de nœuds, approche dont on espérait, à partir de la représentation par les diagrammes (en), tirer un algorithme efficace qui discerne si un nœud est trivial.
On connaît de nos jours de tels algorithmes (n'utilisant d'ailleurs pas les invariants), mais on sait que certains sont inefficaces, et pour les autres on n'a trouvé aucune implémentation efficace. On ne sait pas si les invariants trouvés, comme les invariants de type fini (en), sont des invariants complets (i.e. si deux nœuds non isotopes ont toujours des invariants distincts) mais même s'ils l'étaient, il resterait le problème de les calculer efficacement. On sait toutefois que l'homologie de Heegard-Floer discerne la trivialité d'un nœud.

## Invariants
Les polynômes d'Alexander, de Conway (en) et de Jones du nœud trivial sont égaux à 1. Aucun autre nœud à 10 croisements (en) ou moins n'a un polynôme d'Alexander trivial, mais le nœud de Kinoshita-Terasaka et le nœud de Conway (qui sont mutants l'un de l'autre et ont tous deux 11 croisements) ont leurs polynômes d'Alexander et de Conway triviaux. On ne sait pas s'il existe un nœud non trivial dont le polynôme de Jones est trivial.
Le groupe de nœud (en) du nœud trivial est le groupe cyclique infini Z, car son complément est homéomorphe au tore plein.